# Блоне (Любуське воєводство)
Блоне (пол. Błonie, нім. Blankfeld) — село в Польщі, у гміні Скомпе Свебодзінського повіту Любуського воєводства.
Населення — 80 осіб (2011).
У 1975-1998 роках село належало до Зеленогурського воєводства.

## Демографія
Демографічна структура станом на 31 березня 2011 року:
|          | Загалом | Допрацездатний вік | Працездатний вік | Постпрацездатний вік |
| -------- | ------- | ------------------ | ---------------- | -------------------- |
| Чоловіки | 44      | 9                  | 31               | 4                    |
| Жінки    | 36      | 7                  | 21               | 8                    |
| Разом    | 80      | 16                 | 52               | 12                   |